# Confrontation (jeu de figurines)
Pour les articles homonymes, voir Confrontation.
Confrontation est un système de jeu de figurines proposé par la société Rackham en 1996. Par extension, il concerne également la gamme de figurines commercialisées sous forme de blisters et de boites.

## Historique du jeu

### Premières éditions chez Rackham
Le jeu a connu quatre éditions différentes.
La première édition, publiée en février 1998, accompagne la sortie des premières figurines Rackham. Le jeu a été pensé à l'époque pour permettre aux joueurs d'utiliser les figurines en attendant la sortie de Rag'narok. Le système d'escarmouches, les règles gratuites et le concept des cartes de référence font mouche, et le jeu connaît un succès croissant. Le jeu utilise des cartes à fond blanc, et n'est plus pratiqué aujourd'hui.
La deuxième édition, publiée en 2001, a pour but principal d'harmoniser les profils et compétences de la première édition. Les règles, toujours livrées gratuitement dans les blisters de figurines, sont divisées en plusieurs livrets : Confrontation (règles de base), Incantation (magie), Divination (prêtrise), Fortification (machines de guerre) et Incarnation (règles d'expérience des Personnages, peu utilisées).
Cette deuxième édition donne véritablement ses lettres de noblesse au jeu, qui connaît alors un certain engouement de la part de la communauté de joueurs, avec l'organisation d'un grand nombre de tournois et manifestations. Le jeu utilise des cartes de référence à fond noir (pour le différencier de la première édition).
La troisième édition, publiée en 2005, améliore de nombreux points du système tout en conservant le principe des escarmouches. Le jeu devient plus fluide et plus rapide, notamment grâce à la diminution du nombre de phases de jeu. Auparavant gratuit, le jeu devient payant, sous forme d'un livre de règles. Deux extensions sont parues. La première, Dogs of War, est un livre proposant aux joueurs de se constituer chacun une compagnie de mercenaires et de les faire évoluer au cours de missions. La seconde, Confrontation 3.5, est une mise à jour des règles disponible gratuitement en ligne, qui modifie certaines Compétences, ainsi que les règles sur les mystiques et machines de guerre. Le jeu utilise les mêmes cartes que Confrontation 2, en en supprimant une partie à l'aide de listes d'errata. Confrontation 3(et 3.5) sont encore pratiqués après la sortie de l'édition suivante par des joueurs qui souhaitent conserver le format d'escarmouche, celui-ci ayant disparu dans la 4e édition.
En 2008, l'éditeur Rackham propose en ligne gratuitement les règles de Confrontation 3 et 3.5, ainsi que la quasi-totalité des cartes du jeu.
La quatrième édition, publiée en 2008, est nommée Confrontation : l'Age du Rag'narok. Elle marque la fin de la distinction entre les systèmes de jeu Confrontation et Rag'narok. Là où Confrontation était un jeu d'escarmouches où chaque figurine pouvait agir indépendamment des autres, Confrontation : l'Age du Rag'Narok met en scène des unités. Cette édition change fondamentalement les mécanismes de jeu, pour se rapprocher de l'autre jeu de figurines de l'éditeur, AT-43. La 4e édition marque également le changement dans la production des figurines : auparavant en métal et non peintes, les figurines de Confrontation sont désormais en plastique, vendues assemblées et peintes. Les règles se présentent sous forme d'un livre. Chaque armée ou faction est ensuite détaillée dans un livre spécifique, baptisé Army Book.

### Vie du jeu après la disparition de Rackham
La société Legacy Miniatures a acquis les droits sur tout le catalogue Confrontation et conçoit déjà des nouvelles figurines.
Depuis 2010, les joueurs de la Confédération du Dragon Rouge proposent la version Conf'Fédé, une édition amateure de Confrontation basée sur les évolutions de la troisième édition et fruit d'un travail collectif et associatif. La communauté reste active, avec un forum dynamique et plusieurs tournois organisés chaque année en France.
La société éditrice du jeu fait faillite en 2010. L'ensemble des sites officiels est fermé. Le stock de figurines est alors repris par un site de commerce en ligne.

### Tentative de reprise de la franchise par Sans-Détour
En février 2017, les Éditions Sans-Détour, un éditeur français de jeux de rôle sur table et de jeux de société, publie un communiqué annonçant la reprise du jeu Confrontation dans le courant de l'année sous la forme de Confrontation : Résurrection, qui se déroule dans l'univers d'Aarklash après le Rag'narok, mais dans la continuité du travail effectué sur les jeux précédents. Un jeu d'escarmouche et un jeu de plateau sont annoncés. Sans-Détour rachète les droits sur l'univers d'Aarklash et les jeux Confrontation, Rag'Narok, Hybrid et le jeu de rôle Cadwallon par l'intermédiaire de sa société partenaire Stellar Licensing & Consulting.
Une cinquième édition du jeu, intitulée Confrontation Classic, est lancée par Sans-Détour par l'intermédiaire d'un financement participatif mené avec succès sur la plate-forme Kickstarter en avril-mai 2018,. Confrontation Classic reprend les figurines de l'ancienne gamme sous la forme d'une grosse boîte de base à laquelle les options de financement permettent d'ajouter des boîtes d'extension contenant des figurines supplémentaires. À la suite du succès de ce financement, Sans-Détour annonce plusieurs autres jeux avec lesquelles les figurines de Confrontation Classic seront compatibles : Confrontation : Résurrection, une deuxième édition des jeux de plateau Hybrid et La Cité des voleurs ainsi qu'un jeu de rôle Confrontation. L'éditeur indique également avoir l'intention d'ajouter au jeu le peuple des elfes Akkyshans qui n'avaient jamais vu le jour en raison de la disparition de Rackham.
Le projet ne voit cependant jamais le jour. Le 4 août 2020, la société Sans-Détour est mise en liquidation judiciaire,,, ce qui provoque l'annulation de plusieurs projets de l'éditeur encore non livrés, dont Confrontations – Classic : The Legendary Skirmish Game. Le 17 décembre 2020, la direction centrale de la Police judiciaire publie un communiqué conformément à la réquisition judiciaire ouverte par la section F2 du Parquet de Paris, qui a ouvert une enquête préliminaire pour abus de confiance. La DCPJ invite toutes les personnes impliquées dans les projets Confrontations – Classic : The Legendary Skirmish Game et Aventures Le Jeu à remplir une lettre circulaire dans l'éventualité de déposer une plainte. Le communiqué informe aussi des modalités de se constituer partie civile.
La procédure pénale a abouti au renvoi de la société Sans-Détour devant le tribunal correctionnel de Paris.

### Reprise de la propriété intellectuelle par Monolith Editions
Le 11 Avril 2024, Monolith Editions annonce que le tribunal de commerce de Paris lui a assigné la propriété intellectuelle relative à l'ensemble des jeux et univers créés par Rackham, dont Confrontation.

## Univers du jeu
Le jeu Confrontation permet de créer des affrontements dans le monde d'Aarklash, univers médiéval-fantastique, où plusieurs peuples s'affrontent à l'aube du Rag'Narok.
Les peuples sont regroupés en 3 Alliances différentes : 
- Les Voies de la Lumière, regroupant le Lion (royaume d'Alahan, humains), le Griffon (empire d'Akkylannie, humains), le Dragon (république de Lanever, elfes Cynwälls), le Minotaure (barbares keltois du clan des Sessairs, regroupement d'humains, de centaures, de géants et de minotaures) et le Sphinx (utopie du sphinx, armée jamais développée, ni dans le jeu ni dans l'univers).
- Les Méandres des Ténèbres, regroupant le Bélier (baronnie d'Achéron, morts-vivants), le Scorpion (empire du Syharhalna ou de Dirz, humains), le Cerf (barbares keltois du clan des Drunes, regroupement d'humains et de démons formors), l’Hydre (possédés des gouffres de Mid-Nor, nains),  l’Araignée (toile d'Ashinan, elfes Akkyshans) et le Serpent (alliance Ophidienne, ophidiens et leurs esclaves humains).
- Les Chemins du Destin, regroupant le Rat (No-Dan-Kar, gobelins), le Loup (enfants d'Yllia, Wolfen), l’Arbre-Esprit (tribu du Béhémoth, orques), le Scarabée (gardiens de Quitayran, elfes Daïkinees), l’Aigle (concorde, alliance de divers peuples du Destin), le Sanglier (défenseurs de Tir-Nâ-Bor, nains), le Chacal (braves du Bran-Ô-Kor, orques) et la Hyène (dévoreurs de Vile-Tis, Wolfen et demi-elfes).
- A noter que, lors de la danse du Scorpion qui ouvre le Rag'Narok, la Hyène est passée des chemins du Destin aux méandres des Ténèbres, tandis que le Sanglier est passé des chemins du Destin aux voies de la Lumière.

En dehors de ces alliances se trouve l'armée de l'Immobilis (cité-franche de Cadwallon, avec ses guildes et ses fiefs), les royaumes Élémentaires et les plans Immortels.

## Le système de jeu

### Principes généraux
Les règles de Confrontation sont basées sur l'utilisation de dés à 6 faces, d'un mètre gradué en centimètres ainsi que de cartes représentant chaque figurine ou unité.
Dans chaque blister ou boîte, une carte comporte les caractéristiques de la (ou les) figurines. Comme dans tous les jeux de figurines, les caractéristiques représentent les aptitudes au combat, et la valeur de la figurine en nombre de points d'armée.
Au début de chaque tour, chaque joueur classe les cartes de référence des combattants de son armée dans l'ordre qu'il souhaite, pour constituer une pile d'activation. Les joueurs jouent alors une carte à tour de rôle, et activent les combattants qui y sont associés (on peut jouer plusieurs cartes de références en même temps grâce aux cartes de réserve).

## Adaptation en jeu vidéo
En 2011, lors du Salon E3 consacré aux jeux vidéo, la société française de jeu vidéo Cyanide, déjà connue pour son adaptation du jeu de plateau Blood Bowl, a dévoilé une adaptation du jeu Confrontation sur PC. 